# 三菱・4G6型エンジン
三菱・4G6型エンジンとは、三菱自動車工業が1979年から製造・販売している自動車向け4ストローク直列4気筒エンジンの系列名である。
当時、三菱が製造していた4系列の直列4気筒エンジンの一つであり、他のエンジンがアストロン(4G5型)、オリオン(4G1型)、サターン(4G3型)等の、星をモチーフにした愛称が与えられていたのと同様に、4G6型にもおおいぬ座を構成する星の一つであるシリウスの愛称が与えられていた。
なお、本項では4G6型のディーゼルエンジン版である4D6型エンジンについても便宜上記述を行う。

## 概要
4G6型エンジンは1979年（昭和54年）の第23回東京モーターショウに、三菱・ランサーEXラリー仕様のエンジンとして参考出展されたG63Bエンジン(シリウス80)がその起源である。1973年（昭和48年）より始まった自動車排出ガス規制の影響が一段落してきた頃の登場で、同時期に三菱が開発していたサイレントシャフトやMCA-JETバルブを搭載した状態でデビューしたため、他のエンジンと異なり正式名称の4G63ではなく、従来の命名規則に則ったG63Bの略称で先行して登場する形となった。
4G6型エンジンは鋳鉄製シリンダーブロックを採用し、アルミ合金製のOHCクロスフローシリンダーヘッドが用いられる。カムシャフトの駆動にはタイミングベルトを使用、ポペットバルブへの動力伝達はシーソー式(SOHC)またはスイングアーム式(DOHC)のロッカーアームが用いられる。タペットは初期のSOHCではアジャストスクリュー式のメカニカルタペットが用いられたが、後にラッシュアジャスターへと移行し、ローラーロッカーアームも導入された。当初はジェットバルブ付きの半球型燃焼室を持つSOHC 8バルブヘッドが用いられたが、後に1984年（昭和59年）の三菱・シリウスDASH3×2のSOHC 12バルブを経て、1987年（昭和62年）にはペントルーフ型燃焼室のDOHC 16バルブのシリンダーヘッドも登場。また、1993年（平成5年）以降よりSOHC 16バルブのマルチバルブヘッドも段階的に用いられた。
燃料供給装置は原初の時期はキャブレターを採用するものも見られたが、電子制御式燃料噴射装置の採用が初期の段階から盛んに行われ、SPI方式(ECI)やMPI方式(ECI-MULTI)と三菱重工製ターボチャージャーが組み合わせられたものにはサイクロンの愛称が与えられる場合もあり、最終的には「シリウス」の愛称は廃止され、NAも含めて「サイクロン」に統一された。その後はGDIやMIVECなどの機構も導入されている。

現在ではランサーエボリューションの4G63はアルミ合金製シリンダーブロックの4B11型（のちに事実上の後継エンジンとして4J1型が開発）に、小排気量の4G61や4G62、4G67は4G92型や4G93型を経て4G18型や4B10型、4J10型などにその座を譲るなど、一部車種では世代交代が行われているが、自動車から産業機械まで幅広い車種に搭載された三菱自工を代表するエンジンである事は今も変わりはなく、海外の自動車メーカーへのOEM供給も行われた。

## 4D6型ディーゼルエンジン
4G6型は元々はガソリンエンジンとして開発された形式ではあるが、同一ブロックでのディーゼルエンジンの開発も行われ、4D6型シリウスディーゼルとして、4G6型を採用する小・中型乗用車のディーゼルエンジン仕様に用いられた。同様の開発経過を辿った4D5型アストロンディーゼルと異なり、4D5型はセダンなどの比較的小型の車両への搭載に留まり、トラックやクロカン4WD車など大型の車両への搭載は行われていない。
機構上4G6型エンジンと異なる点は、4G6型がクロスフローレイアウトを採用しているのに対して、4D6型はターンフローレイアウトを採用している点にある。日本国内向けはディーゼルターボ仕様が主力であるが、輸出向けおよびOEM供給向けには自然吸気仕様のものも多くみられる。ロッカーアームは1988年（昭和63年）製造分よりローラーロッカーアームが使用されているが、ラッシュアジャスターの無いメカニカルタペットの為、定期的なタペット調整が必要な仕様となっている。

## 4G61

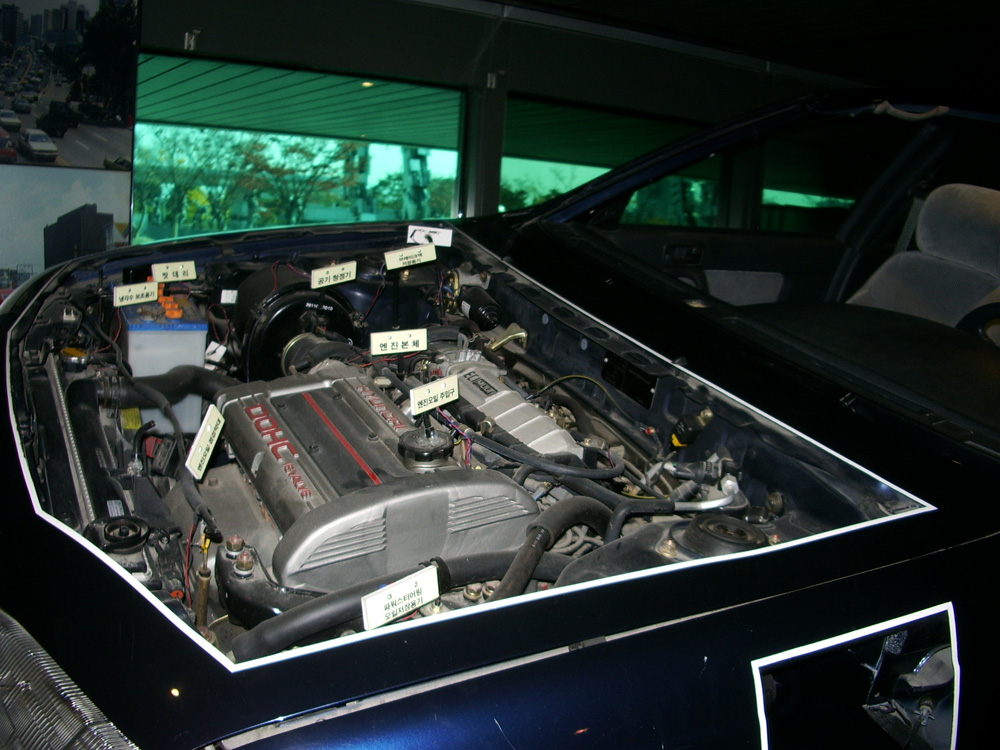
1991年式ヒュンダイ・エラントラの4G61エンジン。現代自動車ではG4CRの型番が与えられていた。

4G61は、1988年登場の排気量 1,595cc (ボア×ストローク 82.3 x 75.0 mm)のエンジンである。このエンジンは後述の4G63 DOHC登場以後に市場に投入されたためにDOHC 16バルブのみがラインナップされ、SOHCは存在しない。燃料供給装置もマルチポイント式(ECI-MULTI / 海外ではMPFI)もしくはシングルポイント式(ECI / 海外ではECFI)インジェクションを採用していた。日本市場には1987年（昭和62年）に先行登場、三菱製1,600ccDOHCエンジンは1973年（昭和48年）に消滅した三菱・ギャランGTO MRの4G32 DOHC仕様以来のものであった。4G61は他の4G6xエンジンと異なり、バランサーシャフト(サイレントシャフト)は搭載されなかった為、末端にBが付く略称のエンジンが存在しない。その代わりに、サイレントシャフトエンジンでも使用可能な幾つかの異なる内部部品が使用されており、他の4G6型エンジンでもこの部品を流用する事でサイレントシャフトを除去する改造が行われる場合があった。
性能諸元
- 圧縮比 : 9.2:1
- 最高出力(ネット) : 130PS(96kW) / 6,500rpm (AT車は125PS)
- 最大トルク(ネット) : 14.7kg・m(144.2N・m) / 5,200rpm
- 燃料供給装置 : ECI-MULTI
- 使用燃料 : 無鉛レギュラー
  - 上記は C53A型ミラージュ スーパースイフトR のもの[5][出典無効]

採用車種
- 1988–1992 三菱・ミラージュ(3代目、C53A / C63A / C73A / C83A型、国内仕様は1987-1991) / 三菱・コルト C50型 (MPFI)
- 1988–1992 三菱・ランサー (3代目、C63A / C73A型)
- 1988–1992 ダッジ・コルト / プリムス・コルト
- 1988–1992 イーグル・サミット
- 1992–1995 ヒュンダイ・エラントラ

### 4G61ターボ(4G61T)
日本国内市場のランサーとミラージュ向けに製造されたターボエンジン。サイクロンの愛称が与えられ、1,600ccクラスの国内モータースポーツでも活躍した。このエンジンもサイレントシャフトは非搭載であった。
性能諸元
- 圧縮比 : 8.0:1
- 過給器 : 三菱重工業製TD04-11B / インタークーラー付き
- 最高出力(ネット) : 160PS / 6,000rpm (初期型は145PS)
- 最大トルク(ネット) : 22.5kg・m / 2,500rpm (初期型は21.0kg・m)
- 燃料供給装置 : ECI-MULTI
- 使用燃料 : 無鉛ハイオク（初期型はレギュラー仕様）
  - 上記は C83A型ミラージュ サイボーグRS のもの[5]

採用車種
- 1988–1992 三菱・ミラージュ サイボーグ 16V-T / RS (3代目、C53A / C73A / C83A型、国内仕様は1987-1991)
- 1988–1992 三菱・ランサー GSR(3代目、C63A / C73A型)

## 4G62(G62B)

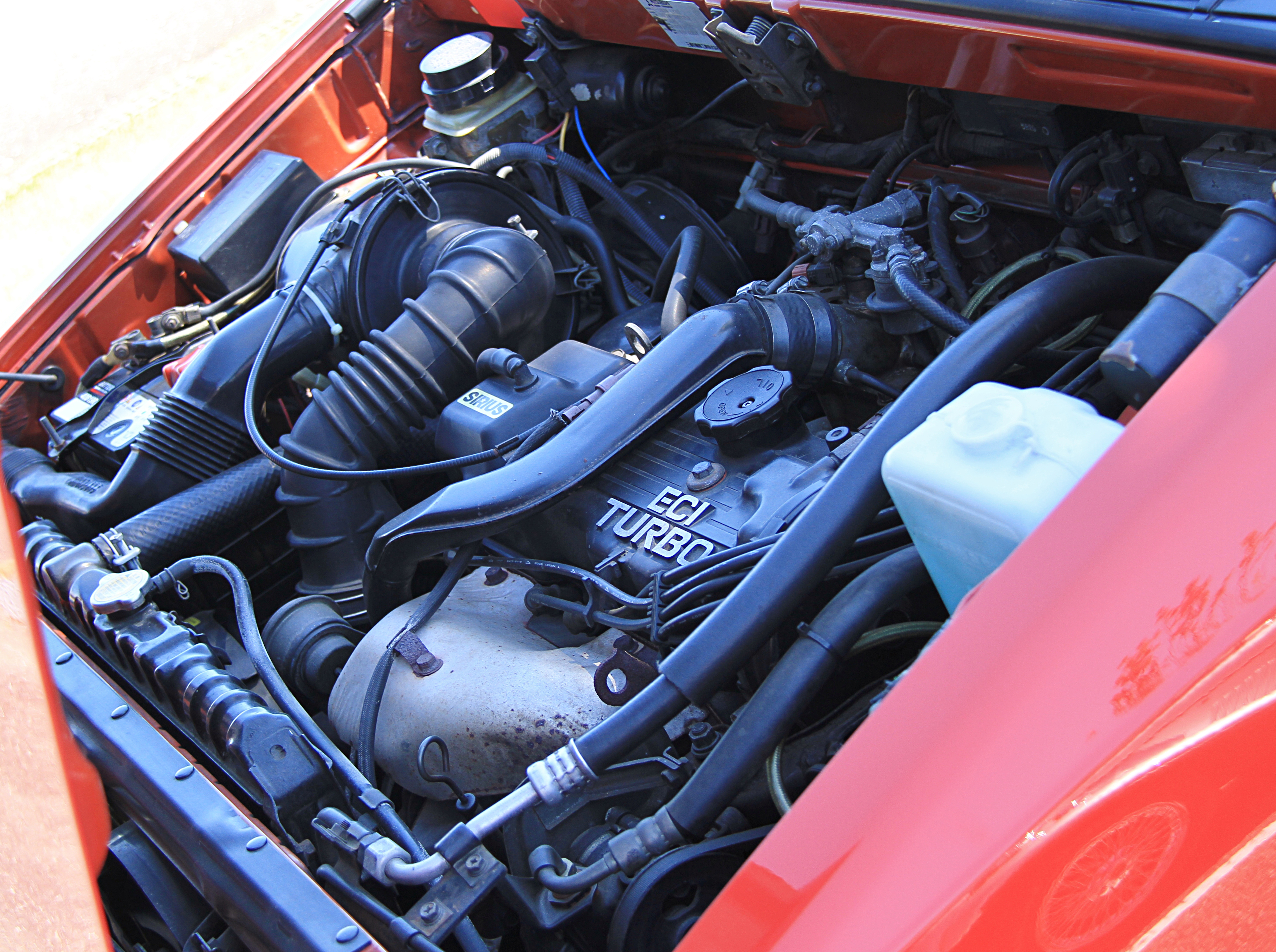
三菱・シャリオのG62Bターボエンジン

4G62(G62B)とは、1.8 L SOHC 8バルブエンジンで、縦置き後輪駆動および全輪駆動車に用いられた。ボア・ストロークは80.6 x 88.0 mmで、総排気量は1,795 ccである。キャブレターもしくはマルチポイント式インジェクションが用いられたが、ランサーEX 1800GSR/1800GTや、コルディアGSRではシングルポイント式インジェクションのECIターボも用いられた。
サイレントシャフトやジェットバルブが採用されているエンジンの為、国内市場では当時の名称規則に倣い、G62Bの名が最初に登場した。上位排気量のG63Bを輸出仕様車が採用するのに対して、国内仕様車向けにボアダウンしたエンジンという位置付けであった。また、G62BはLPG仕様のエンジンも制作され、ギャランΣなどの小型セダンのタクシー向けグレードに用いられた。4G62は1989年（平成元年）に4G67が登場したために、当初の形態から余り進化することなく生産が終了している。
性能諸元
G62B キャブレター仕様(シリウス80)
- 最高出力(グロス) : 100PS / 5,500rpm
- 最大トルク(グロス) : 15.0kg・m / 3,500rpm
- 燃料供給装置 : キャブレター
- 備考 ： MCA-JET
  - 上記は A213A型コルディア SX のもの[6]

4G62 MPI仕様
- 圧縮比 : 8.8:1
- 最高出力(ネット) : 94PS(69kW)/5,500rpm
- 最大トルク(ネット) : 14.2kg・m(139.3N・m)/4,000rpm
- 燃料供給装置 : ECI-MULTI
- 使用燃料 : 無鉛レギュラー
  - 上記は E13A型エテルナΣ ツーリングEXE のもの[5]

採用車種
- 1980-1987 三菱・ランサーEX 1800GSR / 1800GT(A175A型)
- 1980-1984 三菱・ギャランΛ / 三菱・エテルナΛ(A162A型)
- 1981-1986 三菱・デリカ / L300 / エキスプレス(L035PW型)
- 1983–1989 三菱・コルディア(A213A / A213G型、日本国内では1982-1987)
- 1983-1989 三菱・トレディア(A213A型、日本国内では1982-1987)
- 1984-1988 三菱・ギャランΣ / 三菱・エテルナΣ(E13A型)
- 1982-1986 三菱・シャリオ(D03W型)
- 1989-1998 ヒュンダイ・ソナタ
- 1993–1995 ヒュンダイ・エラントラ

### 4G62/G62Bターボ(4G62BT/G62BT)
4G62T(G62B)のターボエンジンはコルディアやランサーEX等に搭載された。コルディアにおいては、仕向地や製造年度により数種類のターボチャージャーが用いられた。国内市場ではランサーEXのものが特に著名であり、G62BT搭載車は「ランタボ」の愛称で親しまれた。
性能諸元
- 圧縮比 : 8.0:1
- 過給器 : 三菱重工業製TC05-12A (後期型はインタークーラー付き)
- 最高出力(グロス) : 135PS / 6,500rpm (IC付車は 160PS / 5,800rpm)
- 最大トルク(グロス) : 20.0kg・m / 3,500rpm (IC付車は 22.0kg・m / 3,500rpm)
- 燃料供給装置 : ECI
- 備考 ： MCA-JET
  - 上記は A175A型ランサーEX GSRターボ のもの[8]

採用車種
- 1981-1987 ランサーEX 1800GSRターボ / 1800GTターボ(A175A型)
- 1982-1986 シャリオ MR(D03W型)
- 1983-1987 コルディア 1800GSRターボ(A213A / A213G型)
- 1984-1986 ギャランΣ / エテルナΣ 1800GSRターボ / 1800GTターボ(E13A型)

## 4G63 (G63B)

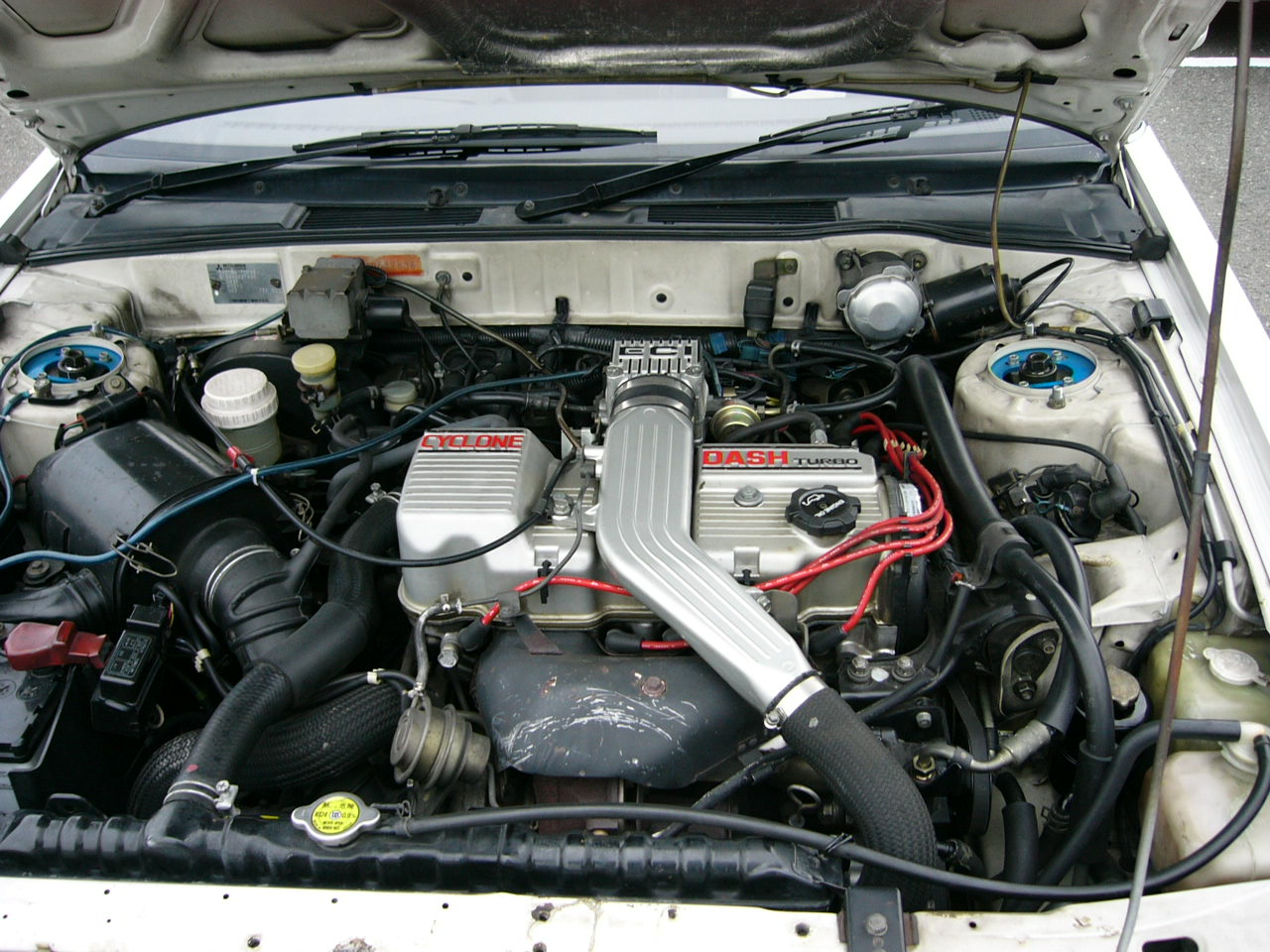
5代目ギャラン(ギャランΣ)のG63B SOHC 12バルブサイクロンDASH3×2エンジン

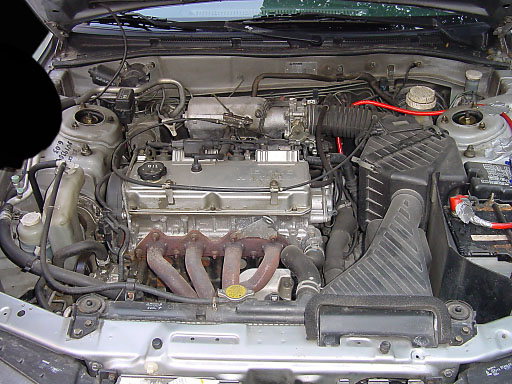
EA系ギャランの4G63 SOHC 16バルブエンジン

4G63は1,997 ccのエンジン(85 mm ボア × 88 mm ストローク)であった。SOHCとDOHCの2タイプが存在し、両者とも自然吸気とターボチャージャー仕様が用意された。前輪駆動向けの4G63ではターボチャージャー仕様はシリウスからサイクロンに愛称が変更された。5代目ギャランに搭載された4G63はDASH3×2と呼ばれる可変バルブ技術が盛り込まれたサイクロンDASH3×2エンジンで、ターボチャージャーとインタークーラーも装備し、JISグロス値で200 PS (147 kW)が謳われた。このエンジンは、経済性向上に加え低回転域のドライバビリティと高回転域の高出力を実現するために、シリンダー当たり3バルブを搭載し、回転域に応じて2バルブに切り替えることができた。1987年には日本市場のギャランにDOHCの自然吸気およびターボチャージャーの4G63が導入された。これは1988年から1992年（平成4年）までのギャランVR-4、米国市場の1990年（平成2年）から1999年（平成11年）までのエクリプス、あるいはランサーエボリューションIからIXを含む様々な車種に搭載された。それ以降の4G63では三菱の可変バルブタイミング機構であるMIVECも採用された。
SOHC 8バルブ キャブレターエンジン(エンジンコードG63B)は、1987年から1989年までの三菱・マイティマックスおよびダッジ・ラム50ピックアップトラックに採用された。SOHCの4G63は1993年（平成5年）までの三菱・ギャランでも使用された。これは76 kWの出力と、157 Nmのトルクを4,750 rpmで発揮した。

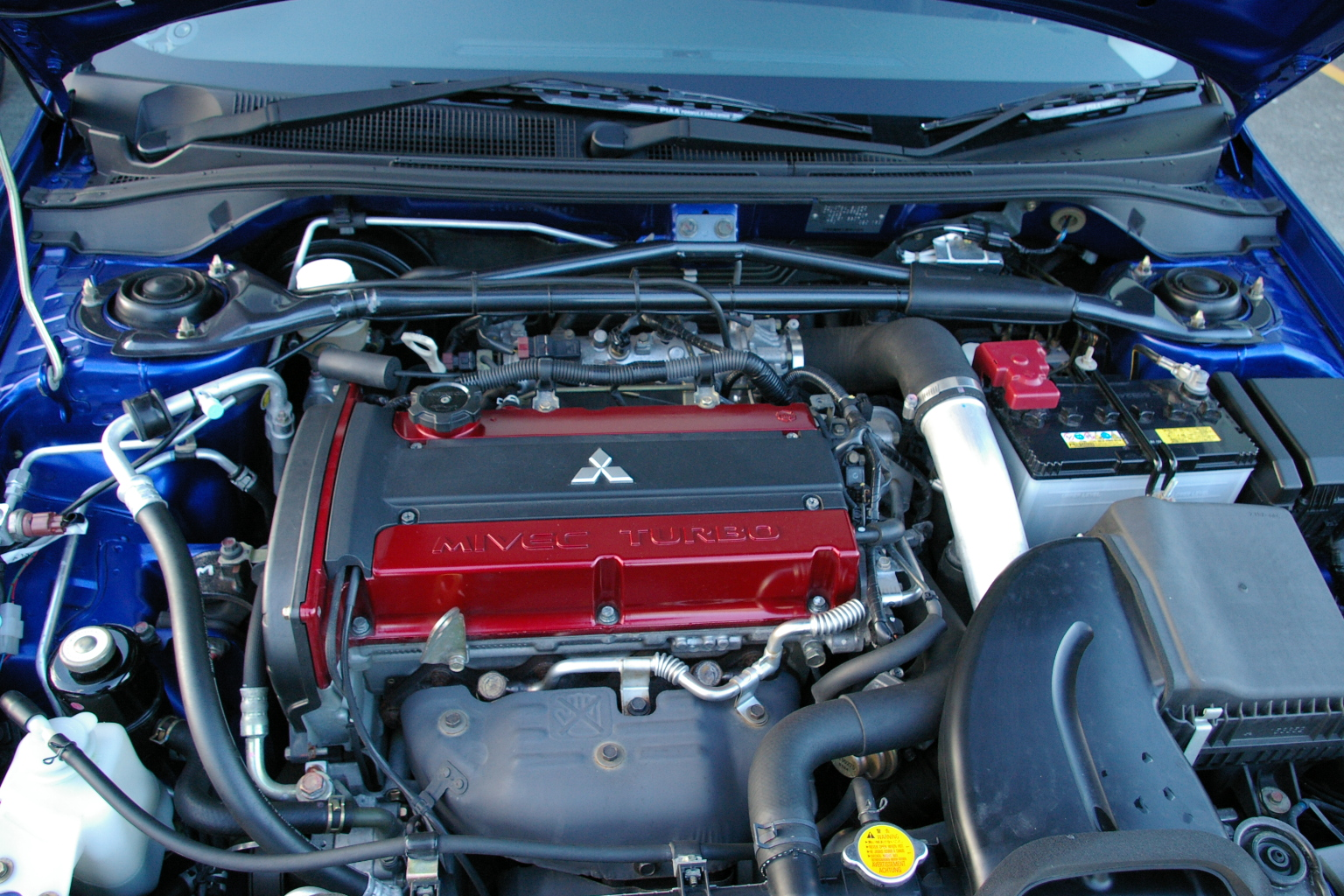
ランエボIXのMIVECターボ4G63

また、SOHCの4G63は1990年代後半から2000年代初頭のモンテロや2.0 L・2ドアのパジェロなどの三菱車に、4,700 rpmで101 kW (137 PS)を発揮するものが搭載された。また、N33およびN83型スペースワゴン(英国市場)では、SOHC 16バルブの4G63が搭載された。
米国市場では、1989年から三菱自工とクライスラーの合弁企業であるダイアモンド・スター・モーターズが、三菱・エクリプス、イーグル・タロンおよびプリムス・レーザーを介して、DOHC インタークーラーターボエンジンを導入した。1990年末から1992年4月までは、がっしりとしたコネクティングロッドおよび、クランクシャフトへのフライホイールの固定に6本のボルトが使用された。1992年5月から2006年（平成18年）の進化版エンジンでは軽量なコンロッドと、クランクシャフトへのフライホイールの固定に7本のボルトが使用された。これらはそれぞれシックス・ボルトおよびセブン・ボルトエンジンと呼ばれている。
2003年（平成15年）の日本/北米仕様 ランサーエボリューションでは、出力は6500 rpmで271 hp (202 kW)、273 lb⋅ft (370 N⋅m)のトルクを3,500 rpmで発揮した。これは鋳鉄製シリンダーブロックとアルミ合金製DOHCシリンダーヘッドを持つ。マルチポイント式インジェクション、1シリンダー当たり4バルブにターボチャージャーとインタークーラー、鍛造鋼製コネクティングロッドも装備した。

### モータースポーツ
4G63ターボエンジンは、4G63T（あるいは単に4G63とも）と呼ばれる場合があり、世界ラリー選手権に参戦する三菱車のエンジンとして、ギャランVR-4、ランサーエボリューション、三菱・カリスマGT、三菱・ランサーWRC等に搭載された。4G63Tをパワープラントとするランサーエボリューションで、トミ・マキネンは4度のWRCチャンピオンを獲得した。市販車両のTD05タービンとは異なり、三菱重工業製T-4タービンがこれらの競技車両用の4G63Tに使用された。

### 採用車種
- 1981‐1987 三菱・ランサーEX 2000ターボ(欧州仕様)
- 1982-1987 三菱・スタリオン
- 1983-1998 三菱・シャリオ
- 1983‐1992 ダッジ・コルトビスタ
- 1987-1989 三菱・マイティマックス
- 1987-1989 ダッジ・ラム50
- 1987‐1988 ヒュンダイ・ステラ
- 1988 三菱・コルディア
- 1988 三菱・トレディア
- 1989-1992 イーグル・ビスタワゴン
- 1989-1998 ヒュンダイ・ソナタ
- 1989‐2003 三菱・ギャラン
- 1990‐1999 三菱・エクリプス
- 1990‐1998 イーグル・タロン
- 1990‐1994 プリムス・レーザー
- 1992‐1995 ヒュンダイ・エラントラ
- 1992‐2006 三菱・ランサーエボリューション
- 1993‐1998 三菱・パジェロ
- 1994‐1998 三菱・RVR
- 1994‐1998 三菱・デリカ
- 1996‐1999 プロトン・ペルダナ
- 2001‐2006 三菱・エアトレック
- 2004‐2010 中華・BS6

## 4G64(G64B)

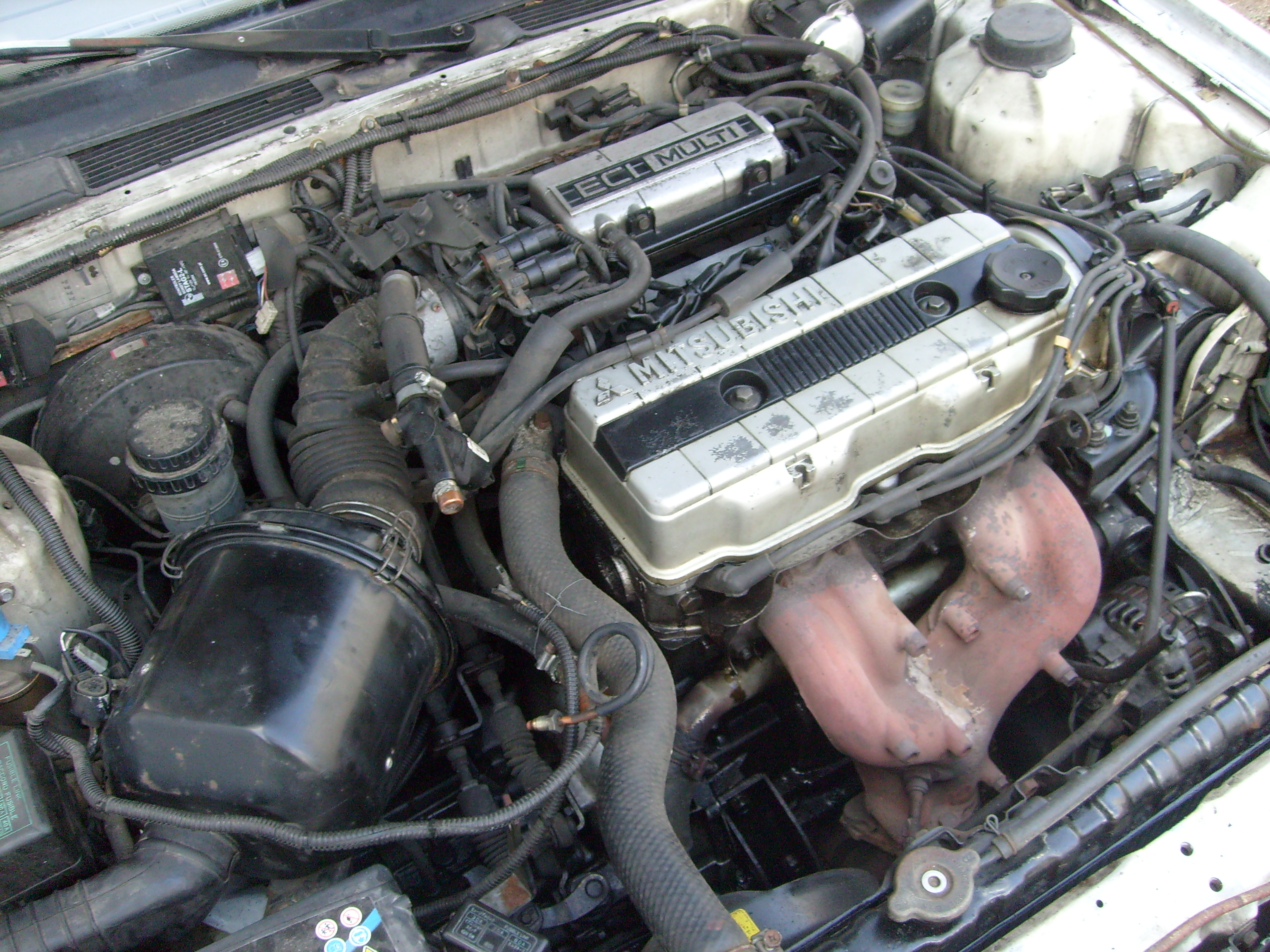
E10系ギャランのG64B SOHC 8バルブエンジン。ヘッドカバーをHYUNDAIロゴに変更した物がヒュンダイ車にも採用された。

4G64は2,351 ccのエンジンで、4G6型の中では二番目に大きい排気量である。ボアは86.5 mm、ストロークは100 mmとなっている。初期のモデルはSOHC 8バルブで、後に16バルブのSOHCおよびDOHCが生産されたが、いずれもマルチポイント式インジェクション(MPI)を採用していた。また、後にGDIモデルも追加された。出力・トルクの仕様は複数存在し、出力145 hp (108 kW; 147 PS) / 5,250rpm およびトルク 161 lb⋅ft (218 N⋅m) / 4,000rpm のものは三菱・L200に、152 hp (113 kW; 154 PS) / 5,500rpm および 162 lb⋅ft (220 N⋅m) / 4,000rpm のものがクライスラー・セブリング / ダッジ・ストラトスに搭載されている。なお、クライスラーの4G64には破断分割式粉末鍛造コンロッドが採用されている。4G64は初期の8バルブ仕様を除き、4G63と同じインターフェアレンスエンジンであった。
なお、4G64が最初に搭載されたのは1985年（昭和60年）、欧州市場向けのギャラン2.4GLS(E16A型)であった。ボア・ストロークアップのベースとなったG63B同様にサイレントシャフトやジェットバルブを採用していたために、当時の名称規則に倣い、G64Bの名が最初に登場した。アジア方面の最初の搭載車種は三菱車ではなく、三菱自工の技術供与を受けていた現代自動車が1986年（昭和61年）に発売したヒュンダイ・グレンジャーであった。グレンジャー発売の翌1987年、フランクフルト・モーターショーに、129PS(95kW) / 5,000rpm (触媒付き車は124PS/91kW)に出力が高められた4G64を搭載した三菱・サッポロIII(ギャランΣの欧州輸出版)が出展された。
また、4G64はLPG仕様のエンジンも制作され、三菱・キャンターなどの比較的大型の車種に用いられた。
日本国内向けの4G64はほぼ全ての車種でGDI化が行われた後に、MIVECが導入された新エンジンの4G69に置き換えられて姿を消したが、中国の自動車メーカー向けのOEM供給は現在でも行われている。
性能諸元
4G64(G64B) SOHC 8バルブ
- 圧縮比 : 8.5:1
- 最高出力(ネット) : 115 PS (85 kW) / 5,000 rpm
- 最大トルク(ネット) : 18.7 kg⋅m (183.4 N⋅m) / 3,500 rpm
- 燃料供給装置 : ECI-MULTI
- 使用燃料 : 無鉛レギュラー
- 備考 ： MCA-JET
  - 上記は P04W型デリカスターワゴン エクシードクリスタルライトルーフ のもの[5]

4G64 SOHC 16バルブ
- 圧縮比 : 9.5:1
- 最高出力(ネット) : 145 PS (107 kW) / 5,500 rpm
- 最大トルク(ネット) : 21.0 kg⋅m (205.9 N⋅m) / 2,750 rpm
- 燃料供給装置 : ECI-MULTI
- 使用燃料 : 無鉛レギュラー
  - 上記は PA4W型デリカスペースギア XGエアロルーフのもの[5]

4G64 DOHC 16バルブ
- 圧縮比 : 9.6:1
- 最高出力(ネット) : 160 hp (120 kW) / 6,000 rpm
- 最大トルク(ネット) : 162 lb⋅ft (22.4 kg⋅m; 220 N⋅m) / 3,600 rpm
- 燃料供給装置 : ECI-MULTI
  - 上記は 1994年式 Mitsubishi Galant GS のもの[13]

採用車種
- 1985-1987 三菱・ギャラン 2.4GLS(E16A型、ギャラン欧州仕様)
- 1986-1997 L300 Allrad-Bus / VAN 2.4(SOHC 8バルブ、P00V / P00W型、デリカ欧州仕様)
- 1986-1998 ヒュンダイ・グレンジャー(G64B SOHC 8バルブ)
- 1986-2008 三菱・ストラーダ（三菱・L200）
- 1987–1990 三菱・サッポロ III(E16A型)
- 1988–1996 三菱・デリカ / バン / 三菱・デリカスターワゴン(SOHC 8バルブ、P04W / P24W型)
- 1989–1991 ヒュンダイ・ソナタ
- 1990–1992 ダッジ・ラム50
- 1990–1996 三菱・マイティマックス
- 1993-1997 三菱・シャリオ(SOHC 16バルブ、N34W / N44W型)
- 1994-1995 三菱・ギャラン GS(輸出仕様、DOHC 16バルブ)
- 1994-2002 三菱・デリカスペースギア(SOHC 16バルブ、PA4W / PB4W / PC4W / PD4W型)
- 1994–2006  三菱・デリカ(スペースギア輸出仕様)
- 1996–1998 三菱・マグナ(TR / TF型)
- 1996-1998 三菱・パジェロ (SOHC 16バルブ、V21W型)
- 1996-1999 三菱・エクリプススパイダー(SOHC 16バルブ)
- 1998-2005 三菱・モンテロ (V11型、2ドア) 南米仕様
- 1999-2019 三菱・デリカトラック / バン (台湾仕様)
- 2000-2005 三菱・エクリプス(SOHC 16バルブ)
- 2001–2005 クライスラー・セブリング/ダッジ・ストラトス
- 2004–2010 中華・BS6
- 2005–2015 三菱・ジンガー
- 2005– 現在 三菱・トライトン（中東市場）
- 2005-2006 三菱・エアトレック(SOHC 16バルブ、CU4W型)
- 2006–2010 グレートウォール・ホーバー
- 2006–2021 フォード・トランジット（中国市場）
- 2008–2010 奇瑞・V5
- 2017– 現在 江鈴汽車・テシュン

### 4G64(GDI)

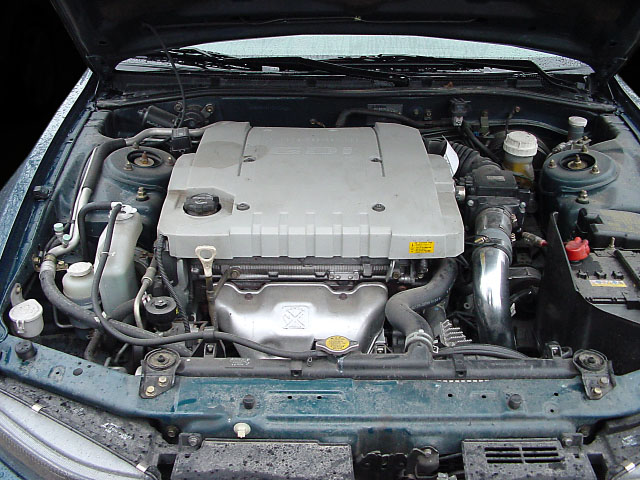
EA系ギャランの4G64 DOHC 16バルブ GDIエンジン

1997年（平成9年）、ガソリン直噴エンジンとしての4G64が4G93に引き続き市場に投入された。DOHC 16バルブの4G64をベースとしており、三菱の国内市場向け車種の多くに搭載されたエンジンであったが、2000年代中盤以降、4G69に置き換えられる形で生産を終えている。
性能諸元
- 圧縮比 : 11.5:1
- 最高出力(ネット) : 165 PS (121 kW) / 5,500 rpm
- 最大トルク(ネット) : 23.5 kg⋅m (230 N⋅m) / 3,500 rpm
- 燃料供給装置 : GDI
- 使用燃料 : 無鉛プレミアム
  - 上記はEA3A型ギャラン 24ヴィエント のもの[5]

採用車種
- 1997-2002 三菱・RVR(N74WG型)
- 1997-2003 三菱・シャリオグランディス(N84W / N94W型)
- 1998-2002 三菱・ギャラン(8代目、EA3A  / EC3A型)
- 1998-2002 三菱・レグナム(EA3W  / EC3W型)
- 2001-2004 三菱・エアトレック(CU4W型)
- 2003-2008 三菱・エアトレック(輸出仕様)

## 4D65
4D65はシリウスディーゼルと名付けられたディーゼルエンジンで、4G62と同じ排気量(1,795 cc)を持つ。自然吸気またはターボチャージャーを選択でき、1980年代から1990年代初頭にかけて三菱のディーゼル乗用車の多くに採用された。サイレントシャフトが搭載されたエンジンではあるが、4G6型のように末端にBが付く略称は命名されなかった。
性能諸元
- 形式 : SOHC 8バルブ 副室式燃焼室
- 内径×行程 : 80.6mm×88.0mm
- 圧縮比 : 22.2:1
- 最高出力(ネット) : 61PS(45kW) / 4,500rpm
- 最大トルク(ネット) : 11.3kg・m(111N・m) / 3,000rpm
- 燃料供給装置 : 噴射ポンプ
- 使用燃料 : 軽油
  - 上記は C64A型ランサー SZ のもの[5]

採用車種
- 1983–1987 三菱・ミラージュ / コルト(2代目、C14V / C14W型)
- 1983–1992 三菱・ランサー / ランサーフィオーレ / ミラージュサルーン(2代目、C14A型)
- 1987-1991 三菱・ミラージュ / コルト(3代目、C34V / C34W型)
- 1988-1991 三菱・ランサー  / ミラージュセダン(3代目、C64A / C74A型)

### 4D65ターボ(4D65T)
4D65のターボエンジンはインタークーラーを装着しない仕様で、コンプレッサーとインテークマニホールド間の配管を短くすることでターボラグを最小限とするレスポンス重視の設計となっていた。
性能諸元
- 圧縮比： 21.5:1[14]
- 過給器 : 三菱重工業製TD04-9B
- 最高出力(ネット) : 76PS(56kW) / 4,500rpm
- 最大トルク(ネット) : 15.2kg・m(149.1・Nm) / 2,500rpm
- 燃料供給装置 : ボッシュ式分配型噴射ポンプ
  - 上記は E34A型ギャラン GE-D のもの[5]

採用車種
- 1983-1989 三菱・ギャラン / ギャランΣ / エテルナΣ (5代目、E14A型)
- 1984-1991 三菱・シャリオ / スペースワゴン(D09W型)
- 1987-1992 三菱・ギャラン / エテルナ / エテルナサヴァ (6代目、E34A型)
- 1988-1991 三菱・ランサー(3代目、C74A型)
- 1991-1992 三菱・ミラージュ(CB7A / CD7A型)
- 1991-1995 三菱・ランサー  / リベロ(CB7A / CD7A型)

## 4G67
4G67は、排気量1,836ccのDOHC 16バルブエンジンである。登場年度は比較的古く、1989年に6代目ギャランの1.8Lモデルのエンジンとして登場している。サイレントシャフトが搭載されたエンジンではあるが、4G61と同じく末端にBが付く略称は命名されなかった。愛称もシリウスではなくサイクロンが与えられている。4G67を搭載された車両は1.8Lと公称しており、実質的な4G62の後継エンジンにあたるものであるが、ごく僅かながらボアが拡げられているため、4G62とは別の形式番号が割り振られている。現在では4G9型に役割を譲る形で生産を終えている。
性能諸元
- 内径×行程： 81.5×88mm
- 圧縮比 : 9.2:1
- 最高出力(ネット) : 135PS(99kW) / 6,300rpm
- 最大トルク(ネット) : 16.2kg・m(158.9N・m) / 4,500rpm
- 燃料供給装置 : ECI-MULTI
- 使用燃料 : 無鉛レギュラー
  - 上記はE35A型ギャラン ヴィエント のもの[5]

採用車種
- 1988-1991 三菱・ランサー 1.8GTI(輸出仕様、C58A / C68A型)
- 1989-1992 三菱・ギャラン / エテルナ / エテルナサヴァ(E35A型)
- 1990-1992 三菱・コルトIII 1.8GTI(C58A型)
- 1993-1995 ヒュンダイ・エラントラ (現代自動車内では4G67はG4CNの型番が与えられた)

## 4D68
4D68はシリウスディーゼルとしても知られる、1,998ccのディーゼルエンジンである。4D68は93mmストロークのクランクシャフトと、82.7mm径のシリンダーボアが採用された。静的圧縮比は22.4で、ピストンピンは直径25mmである。サイレントシャフトが搭載されたエンジンではあるが、4D65と同じく末端にBが付く略称は命名されなかった。4D68は自然吸気とターボチャージャーが選択でき、4D65と共に4G6型エンジン車のディーゼル仕様の設定に利用された。なお、4D68は日本国内ではほとんどがディーゼルターボ仕様で、自然吸気仕様はOEM供給のプロトン・ウィラ 2.0Dなど少数に留まる。
性能諸元
- 形式 : SOHC 8バルブ 副室式燃焼室
- 最高出力(ネット) : 67bhp(68PS,50kW) / 4,500rpm
- 最大トルク(ネット) : 123N・m(91ft・lbf) / 3,000rpm
- 燃料供給装置 : 噴射ポンプ
- 使用燃料 : 軽油
  - 上記は プロトン・ウィラ 2.0D のもの[16]

採用車種
- 1992-2000 三菱・リベロカーゴ(CB8V / CD8V型)
- 1995-2000 プロトン・ウィラ 2.0D

### 4D68ターボ(4D68T)

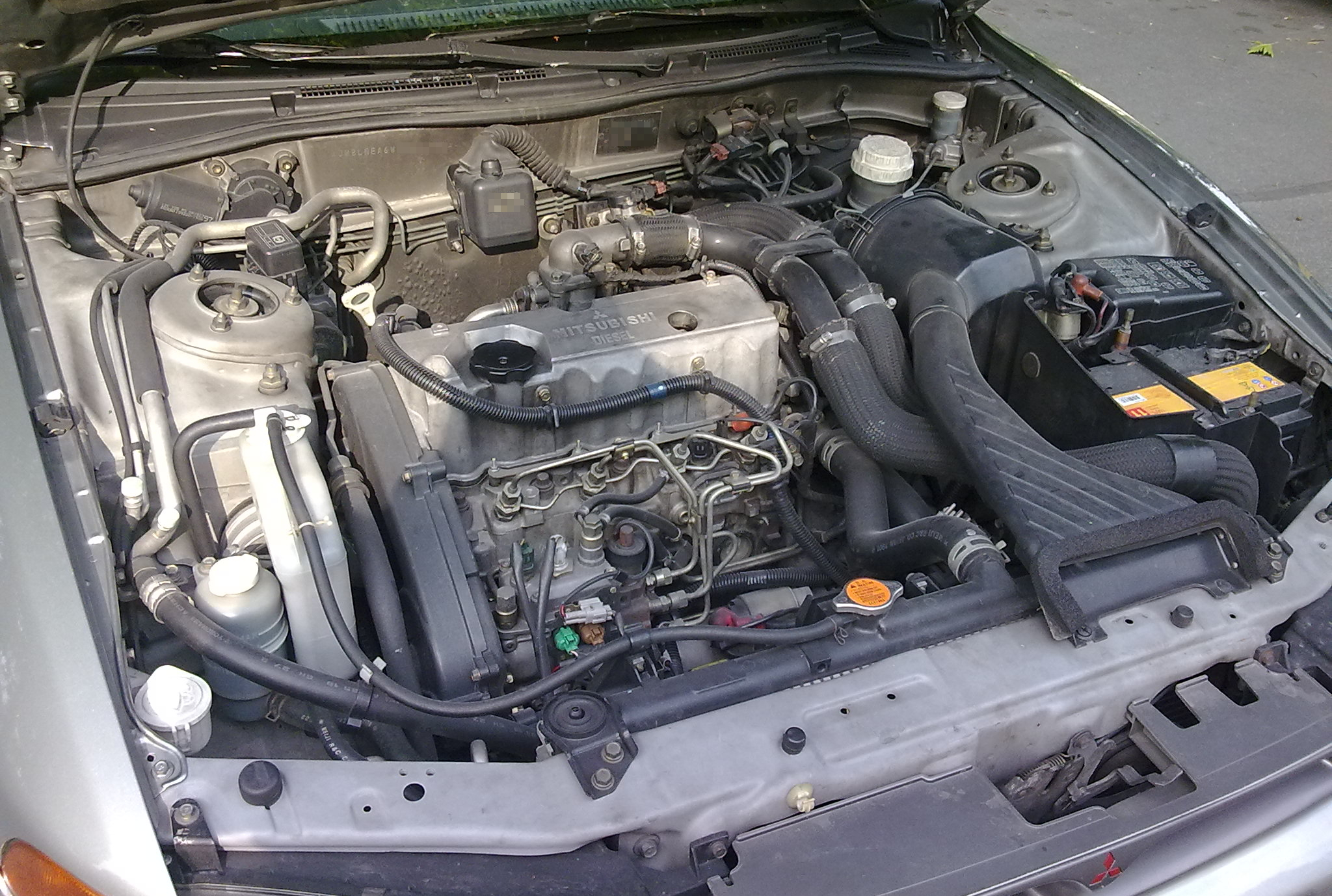
1998年式ギャランの4D68Tエンジン

4D68ターボは登場当時は4D65ターボと同じくインタークーラーを持たない仕様であったが、後にインタークーラーが追加され出力がアップした。
性能諸元
- 過給器 : 三菱重工業製TD04-9B / インタークーラー付き
- 最高出力(ネット) : 94PS(69kW) / 4,500rpm (IC無しは88PS)
- 最大トルク(ネット) : 20.0kg・m(196.1Nm) / 2,500rpm (IC無しは18.0kg・m)
  - 上記は E57A型ギャラン MU のもの[5]

採用車種
- 1991-1996 三菱・ミラージュ / コルト(4代目、CB8A / CD8A型)
- 1991-1996 三菱・ランサー  / リベロ(4代目、CB8A / CB8AR/ CD8A型)
- 1992-1996  三菱・ギャラン  / エテルナ / エテルナサヴァ(7代目、E57A / E77A型)
- 1992-1997 三菱・シャリオ / スペースワゴン(N38W / N48W型)
- 1992-1997 三菱・RVR(初代、N28W / N28WG型)
- 1994-2000 三菱・リベロカーゴ(CB8V / CD8V / CB8W / CD8W型)
- 1996-1999 三菱・ランサー  / リベロ(5代目、CM8A / CM8AR/ CK8A型)
- 1997–2002 三菱・ミラージュ / コルト(5代目、CM8A / CK8A型)

## 4G69

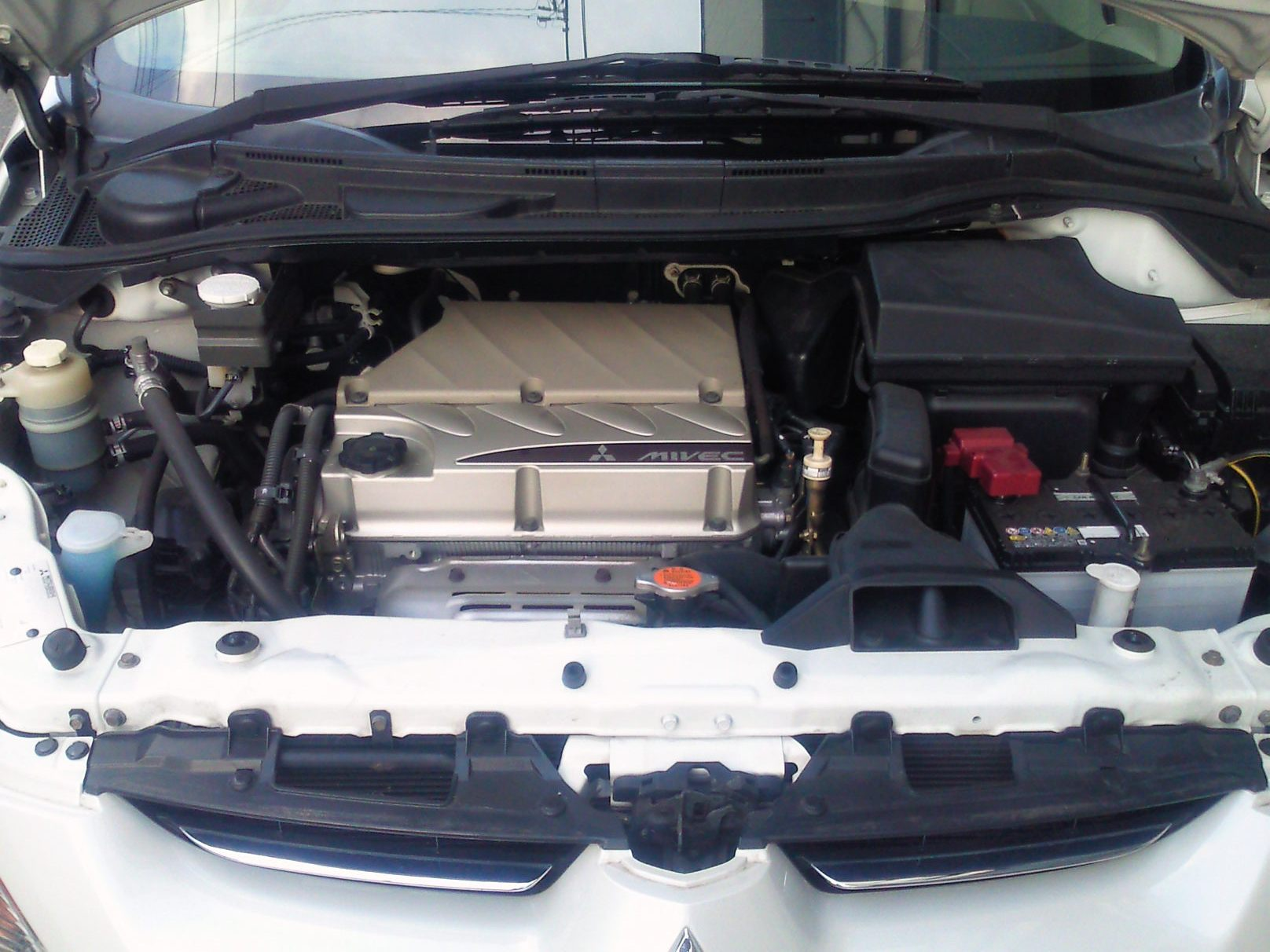
三菱・グランディスの 4G69 MIVECエンジン

4G69は、4G6型の中で最大となる2,378ccの排気量を持つ、SOHC 16バルブのエンジンである。ボアは87 mm、ストロークは100 mmであり、ボア・ストロークと排気量の近い4G64の実質的な後継エンジンにあたる。出力は162 hp (119 kW) / 5,750rpm(ランサースポーツバックワゴンは160PS)、トルクは162 lb・ft(219 N・m) / 4,000rpmである。鋳鉄製シリンダーブロックとアルミ合金製シリンダーヘッドを持ち、マルチポイント式インジェクション、ローラーロッカーアーム、鍛造鋼コンロッド、一体鋳造カムシャフト、アルミ鋳物製インテークマニホールド等の機構が採用されている。また、三菱の可変バルブタイミング機構であるMIVECも導入されている。なお、4G63と同様のインターフェアレンスエンジンである。
性能諸元
- 圧縮比 : 9.5:1
- 最高出力(ネット) : 165PS(121kW) / 6,000rpm
- 最大トルク(ネット) : 22.1kg・m(217N・m) / 4,000rpm
- 燃料供給装置 : ECI-MULTI
- 使用燃料 : 無鉛レギュラー
  - 上記はNA4W型グランディスシリーズのもの[5]

採用車種
- 2003–2011 三菱・グランディス(NA4W型)
- 2004–2006 三菱・ランサー(輸出仕様)
- 2004–2006 三菱・エアトレック (CU5W型)
- 2004–2013 三菱・ギャラン(輸出仕様)
- 2006–2013 三菱・エクリプス(輸出仕様)
- 2008–2023 CMC・ジンガー
- 2009–2013 グレートウォール・ホーバー H5 / X240
- 2011–2013 BYD・S6
- 2019–現在 三菱・デリカ(台湾仕様)
- 2020–現在 CMC・ジンガーピックアップ
- 2021–現在 CMC・P350 HYBRID

ノート: 2005年（平成17年）以降、僅かにデチューンされたバージョン(115 kW, 220Nm)が、オーストラリアのランサーで用いられている。